# Využití dronů ve fotogrammetrii
V historii se letecké snímkování využívalo zejména pro vojenské mapování. Snímky podléhaly přísnému utajení a jejich dostupnost byla téměř nulová. V dnešní době jsou tato data běžně dostupná veřejnosti, ať už v archivech, či na různých internetových doménách. Snímky jsou často aktualizovány a některé lze sehnat i zdarma. Vysoce kvalitní snímky pro projekty na požadovanou oblast je však nutné si objednat.

Vhodným prostředkem pro mapování se stávají zejména bezpilotní letouny, které jsou v dnešní době dostupné široké veřejnosti.

## Drony
Drony jsou označovány jako bezpilotní letouny. To ovšem neznamená, že létají zcela samy, nýbrž že pilot není fyzicky na palubě. Mohou být ovládány člověkem z dálky, nebo létají díky předprogramovaným letovým plánům či dynamickým autonomním systémům. Celkově se ovšem drony bez lidské obsluhy neobejdou. Oficiálně se pro tyto prostředky používá zkratka UAV (Unmanned Aerial Vehicle).

Základní dělení dronů (kopter) je dle počtu motorů, respektive vrtulí, jejichž počet se pohybuje mezi tři až osmi.
- Trikoptera
- Kvadrokoptera
- Hexakoptera
- Oktakoptera

Stroje nejsou vybaveny žádným přespříliš složitým mechanismem. Vrtule jsou umístěny přímo na hřídeli motoru a nemají převodovku. V případě poškození jednoho z motorů, je stroj vybaven takovým mechanismem, aby mohl bezpečně, bez poškození, přistát na zemi.

Pro fotogrammetrii byly použity různé druhy multikoprét, například modely Microdrone MD4-200, osmirotový model AscTec Falcon 8, DJI M600 vybavená systémem D-RTK GNSS.

## Využití dronů ve fotogrammetrii
Drony slouží jako nosiče pro snímací zařízení používaných v Dálkovém průzkumu země. Jsou vybaveny fotoaparáty (digitálními kompakty a zrcadlovkami), videokamerami, terminálními či infra kamerami, nebo případně složitějšími systémy. Jsou využívány na velkých i malých územích, především k tvorbě ortofoto snímků, 3D modelů, fotoplánů, šikmých snímků a fotomozaik.

Obecně využívají v kartografii a geografii pro vytváření mapových podkladů, plánů modelů terénu pro simulaci a k územnímu plánování pro podklad katastrální mapy. V lesnictví se využívají k rozlišení a klasifikaci ploch, odhadů vegetace a výnosů a odhadu rozsahu škod. Ve stavebnictví a architektuře pro měření sedání terénu, deformaci staveb, průběh výstavby a vizualizaci. U geologie a archeologie se jedná o průzkum povrchu, povrchových dolů a nalezišť. Využívají se také ale i v kriminalistice, například pro mapování dopravní nehody.

### Výhody používání dronů vefotogrammetrii[5]
- Bezkontaktní metoda měření - realizujeme mapování i nepřístupných nebo pro člověka nebezpečných míst
- Krátká doba sběru dat - ve srovnání s klasickým geodetickým zaměřením nižší časová i finanční náročnost
- Automatický let - možnost periodicky opakovat snímkování, parametry letu jsou vždy identické
- Bezpilotní letoun - v porovnání s pilotovaným letadlem nabízí vyšší rozlišení a nižší náklady
- Operativní nasazení - rychlá příprava a provedení letu a následně online přístup k aktuálním datům

## Přístrojové vybavení

### Fotografická kamera
Je to speciální kamera s upraveným objektivem, který má minimální zkreslení. Jsou na ní přesně určeny prvky ohniskové vzdálenosti (vnitřní orientace, určená kalibrací) a přesná poloha hlavního bodu snímku. Typickým příkladem letecké fotogrammetrické kamery je Leica RCD30. Může se použít i normální kamera, jejíž snímky se následnou rektifikací a dalším zpracováním upravují.

### Monitor k přenosu obrazu
U některých dronů lze propojit obraz ze snímání s telefonem, či tabletem přes Wi-Fi. Jiné mají přímo přiložený monitor, na který je zobrazovaný reálný přenos. Tyto monitory mohou být také upevněny na stativ.

### Dálkové ovládání
Během let se dálkové ovládání dronů výrazně zjednodušilo. K novějším ovladačům lze v dnešní době připojit také mobilní telefon pro přenesení obrazu. Některé ovladače dronů v sobě mají také zabudovaný 1GHz Linux počítač a LED display, aby pilot měl neustálý přehled o tom, co se při letu děje.

### Náhradní baterie, nabíječky
Ke každému dronu je potřeba si pořídit náhradní baterie a nabíječky. V terénu se často létá několik hodin a jedna baterie by celé snímkování nevydržela.

### Paměťová karta
Mezi základním vybavením dronu nesmí samozřejmě chybět paměťová karta, na kterou se zaznamenává veškeré měření (fotografie, videozáznamy).

### Mobilní telefon
V dnešní době je určitě potřebné mít u sebe mobilní telefon nejlépe s mobilní aplikací na počasí, s mapami a se zobrazením bezletových a omezených zón.

### Ochrana vrtulí
Malé drony mají v příslušenství také ochranu vrtulí, která se připevní okolo každé vrtule. Slouží jako bezpečnostní ochrana, když drony létají blízko předmětů, nebo objektů. Chrání vrtule a objekty od poškození, či zastavení letu. Díky ochraně se pouze dron odstrčí od dané překážky a letí dál.

## Létání s drony

### Personální zabezpečení a létání[9]
Na řízení celého dronu pro letecké snímkování je třeba pilota a operátora. Pilot se věnuje pouze řízení dronu, zatím co operátor se věnuje řízení kamery a hlídá letové parametry bezpilotního letounu.

### Zadání a požadavky létání[9]
Před létáním je potřeba pochopit zadání letu, jaký výstup očekáváme. Na základě požadavků si musíme rozvrhnout, kolik orientačně strávíme času létáním, kvůli časovému rozmezí, ve kterém lze létat.

### Plánování létání a příprava[9]
Mezi hlavní procesy přípravy na létání patří:
- Studování lokality na mapových podkladech
- Identifikace míst k vzletu a přistání na mapě
- Studování lokality z hlediska leteckého provozu a bezletových zón
- Tvorba letového plánu
- Příprava dronu a příslušného vybavení na létání

### Mapové podklady a identifikace míst vzletu[9]
Nejprve je třeba nalézt lokalitu na mapě a zjistit o ní maximum (rekognoskace terénu, či prozkoumání map a vrstevnicových podkladů na internetových stránkách).

Zjišťujeme tyto prvky:
- Zda je v okolí hodně lesů, louky, pole
- Zástavbu
- Jak je terén dostupný z hlediska infrastruktury
- Členitost terénu

Pro zvýšení výsledné přesnosti, pro kontrolní a transformační účely se v terénu stabilizují, signalizují a zaměřují vlícovací body.

### Povolení, letový provoz a bezletové zóny[8]
Dopředu si musíme prověřit řízení letového provozu na internetu, případně k tomu využít speciální aplikaci. Mapa AisView zobrazuje místa na mapových podkladech, zde jsou zóny s omezeným, nebo zakázaným letovým provozem, tkzv. Bezletové zóny.

Úřad vydá povolení k letu v případě, že nebude ohrožena bezpečnost:
- Létání ve vzdušném prostoru
- Staveb
- Osob na zemi
- Životního prostředí

### Tvorba letového plánu[8]
Letové plány mohou být:
- Liniové
- Plošné
- Speciální trajektorie

Používají se speciálně pro mapování lokalit, tvorbu letecké ortofotomapy, nebo 3D modelu. Letové plány usnadňují létání okolo různých objektů, kdy dron krouží neustále dokola objektu a snímá jej fotoaparátem či kamerou. Letové plány se nastavují nejen z hlediska polohy, ale také výškově, aby byla zachována výška létání a obrazové rozlišení leteckých fotek.

### Příprava dronu a potřebného příslušenství k létání
Je třeba provést tyto úkony:
- Kontrola dronu
- Nabití baterií
- Příprava nářadí – šroubováky, klíče, kleště, lepicí pásku, atd.
- Mapové podklady
- Potřebné senzory
- Příslušenství

Je třeba zkontrolovat nabití všech baterií, ve fotoaparátu, dálkovém ovládání dronu, monitorech k přenosu obrazu, Mít připravenou paměťovou kartu ve snímacím senzoru.

### Identifikace vhodného letového dne[8]
Musíme si předem určit časový interval, ve kterém budeme měřit. V závislosti na tomto intervalu je také potřeba určit si výsledný den, jehož určení je také závislé na předpovědi počasí.

U předpovědi počasí nás zajímá hlavně:
- Stav oblačnosti
- Teplota
- Vítr – nemá cenu létat za větru silnějšího jako 7m/s
- Srážky